# Thygater nigropilosa
Thygater nigropilosa är en biart som beskrevs av Urban 1967. Thygater nigropilosa ingår i släktet Thygater och familjen långtungebin. Inga underarter finns listade i Catalogue of Life.